# Поморяны
Поморяны (укр. Поморяни) — посёлок в Золочевском районе Львовской области Украины. Административный центр Поморянской поселковой общины.

## Географическое положение
Расположен на границе Львовской и Тернопольской областей на берегах рек Золотой Липы и Махновки, в 28 км южнее районного центра Золочева, в 31 км от железнодорожной станции Золочев. Население — 1505 человек.

## История

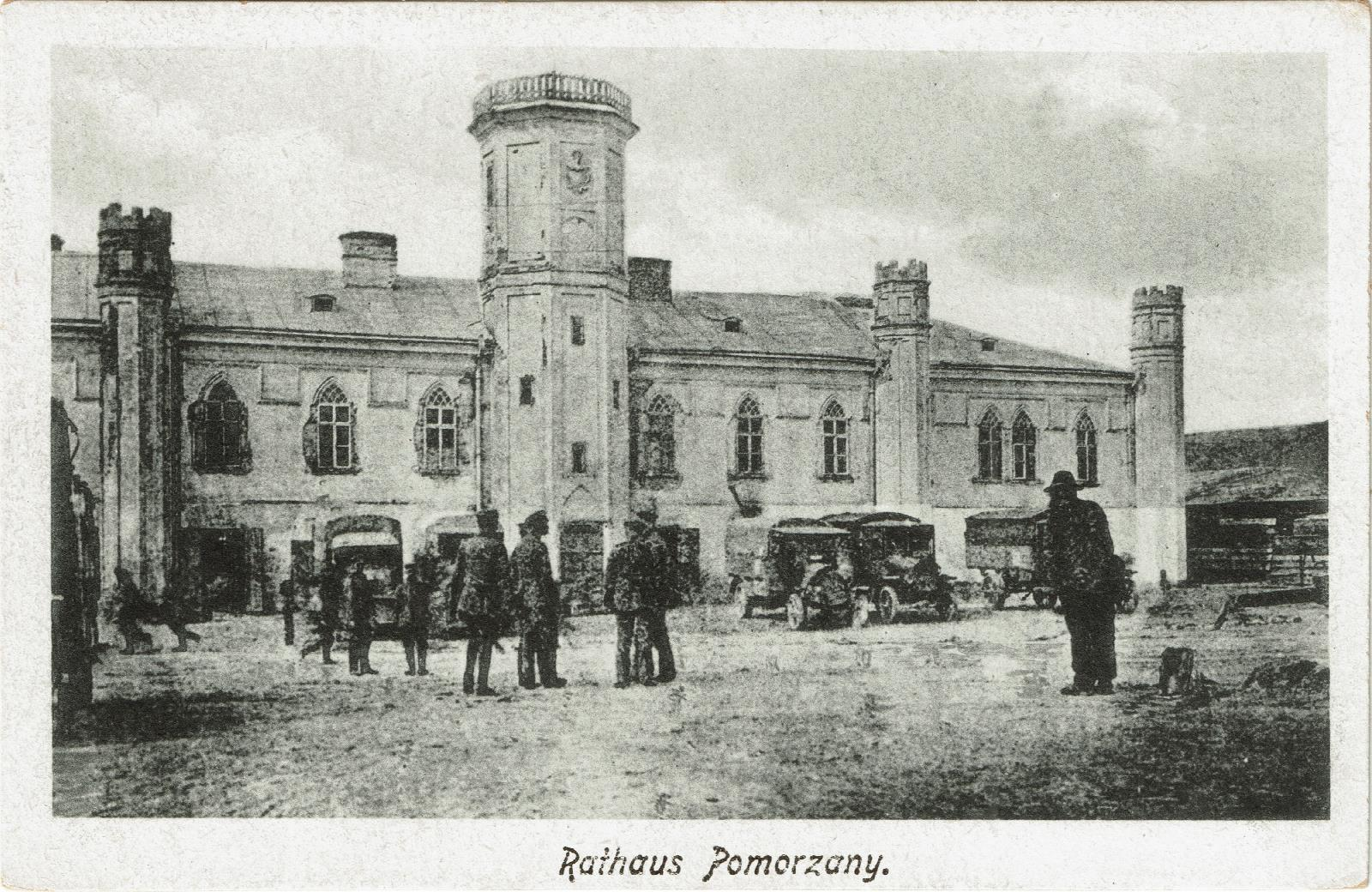
Ратуша в Поморянах. Архивное фото

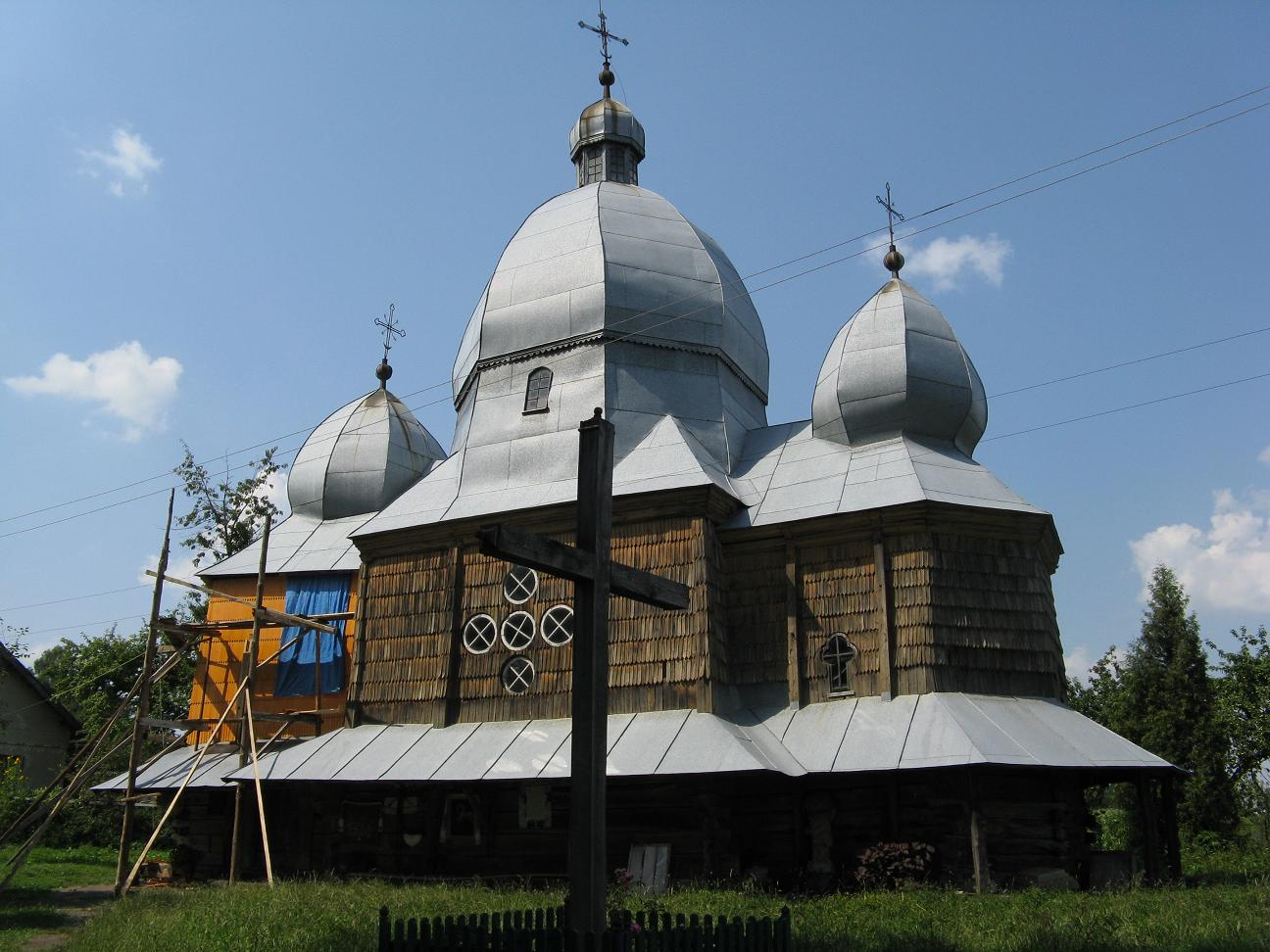
Деревянная церковь Собора Богородицы

Поселение Поморяны возникло вокруг деревянного тогда замка, построенного в 1340—1350 шляхтичами Свинка. В документах 1497 года имеются сведения, что владельцем Поморян был Николай Свинка, который и построил первый замок, получив участок земли от короля Казимира. Крепость отражала неоднократные набеги татар, турок, казаков. В 1498—1506 Поморяны и замок были все же уничтожены, но затем восстановлены.
С конца XV века до 1620 года, Поморянами владел род Сенинских, которые дополнительно укрепили замок.
Долгое время владельцем города был подольский воевода Ян Сенинский (поддерживал кальвинский сбор в Поморянах):
- в 1552 году он получил привилегию на торги и ярмарку для Поморян;
- в 1564 году перевел Поморяны на немецкое (магдебургское) право;
- в 1569 году получил освобождение мещан от налогов на 20 лет[2].

В 1675 и 1684 году замок и поселение вновь были сожжены и разрушены турками. Король польский Ян III Собеский в 1685 году основательно отремонтировал замок и украсил дворец, ставший его любимым местом пребывания. После смерти Яна Собеского замок и Поморяны неоднократно меняли владельцев, постепенно приходя в упадок. С 1740 года замок становится собственностью магнатов Радзивиллов, с 1876 — Потоцких.
После распада Австро-Венгрии Поморяны оказались в составе Тарнопольского воеводства Польши, в сентябре 1939 года — вошли в состав СССР, в ходе Великой Отечественной войны в 1941—1944 гг. были оккупированы немецкими войсками.
В январе 1989 года численность населения составляла 1749 человек.
В 1997 году находившееся в посёлке ПТУ № 74 объединили с ПТУ № 75 из села Червоное, в дальнейшем учебное заведение было ликвидировано.
По состоянию на 1 января 2013 года численность населения составляла 1366 человек.

## Достопримечательности

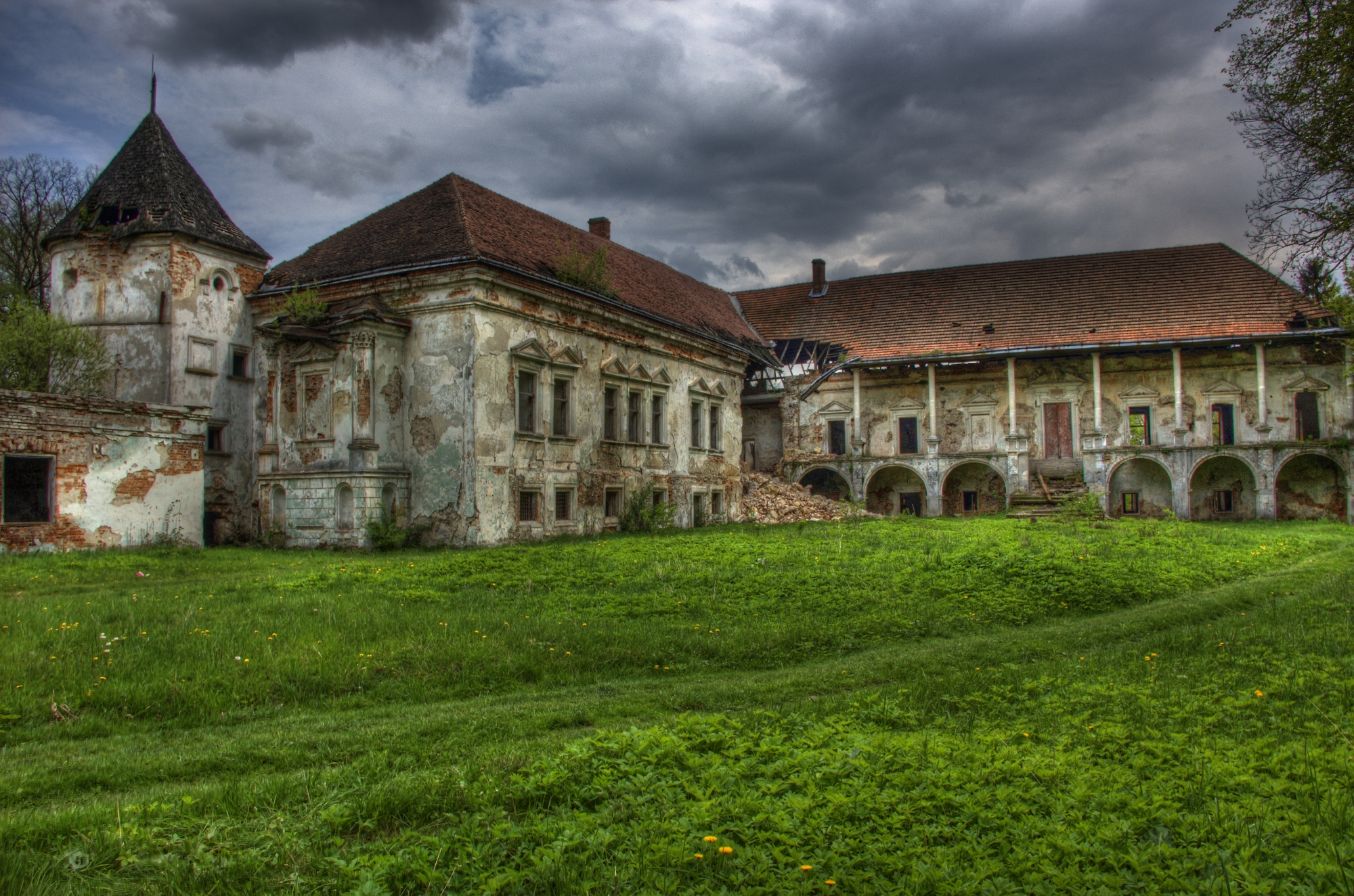
Поморянский замок

Поморяны включены в список исторических городов и сел Украины.
На территории Поморян в настоящее время сохранились памятники архитектуры XVII в.:
- Поморянский замок (с 80-х годов XX в.) Сохранилась часть помещений, барельефы над входом и одна из башен
- Деревянная церковь Собора Богородицы (1690),
- Костёл Пресвятой Троицы (1748—1812). Рядом с костелом находится звонница с колоколом — даром короля Яна III Собеский, изготовленным из перелитых турецких пушек, добытых победителем в битве под Хотиным,
- Перестроенная ратуша в центре посёлка, с башенками в неоготическом стиле.